# Mintaro
Mintaro är en ort i Australien. Den ligger i kommunen Clare and Gilbert Valleys och delstaten South Australia, omkring 110 kilometer norr om delstatshuvudstaden Adelaide. Antalet invånare är 226.
Runt Mintaro är det mycket glesbefolkat, med 6 invånare per kvadratkilometer.. Närmaste större samhälle är Clare, omkring 14 kilometer nordväst om Mintaro.
Trakten runt Mintaro består till största delen av jordbruksmark. Genomsnittlig årsnederbörd är 513 millimeter. Den regnigaste månaden är maj, med i genomsnitt 78 mm nederbörd, och den torraste är december, med 12 mm nederbörd.